# Henry Jouin
Henry Jouin, né le 30 janvier 1841 à Angers et mort le 11 août 1913 à Hermanville, est un historien de l'art, collectionneur et polémiste français.

## Biographie
Henry Jouin ambitionnait de devenir prêtre mais dut abandonner en raison de sa santé fragile. Au lieu de cela, il embrassa une carrière de journaliste, rédigeant des articles sur l'art et l'économie dans la presse d'Angers. Il écrit en parallèle des textes polémiques sur les problèmes sociaux et politiques, d'un point de vue catholique. En 1874, il rejoint le département des Beaux-Arts à Paris comme secrétaire de la commission de l’inventaire des richesses artistiques de la France et supervise la publication de ses volumes cataloguant les collections publiques françaises jusqu'en 1906. Il était secrétaire du comité des sociétés des Beaux-Arts des départements ainsi que secrétaire de l'École nationale des Beaux-Arts à partir de 1891.
Lauréat du prix Marcelin-Guérin en 1878, pour David d’Angers, il est nommé chevalier de la Légion d'honneur, le 8 avril 1893.

## Publications
- David d'Angers, sa vie, son œuvre, ses écrits et ses contemporains, 1878.
- Antoine Coysevox, 1883.
- Esthétique du sculpteur, 1888.
- Charles Le Brun et les arts sous Louis XIV, 1890.

### Théâtre
- 1899 : Le Neveu de Beaumarchais.
- 1901 : Corneille et Lulli (théâtre de l'Odéon).